# ISO 3166-2:MY
ISO 3166-2:MY — стандарт Международной организации по стандартизации, который определяет геокоды. Является подмножеством стандарта ISO 3166-2, относящимся к Малайзии. Стандарт охватывает 13 штатов и 3 федеральных территории — Куала-Лумпур, Лабуан и Путраджая. Каждый геокод состоит из двух частей: кода Alpha2 по стандарту ISO 3166-1 для Малайзии — MY и дополнительного кода, записанных через дефис. Дополнительный код образован двухсимвольным числом. Геокоды штатов и федеральных территорий Малайзии являются подмножеством кодов домена верхнего уровня — MY, присвоенного Малайзии в соответствии со стандартами ISO 3166-1.

## Геокоды Малайзии
Геокоды 13 штатов и 3 федеральных территорий административно-территориального деления Малайзии.
| Геокод | Административная единица | Статус                 |
| ------ | ------------------------ | ---------------------- |
| MY-01  | Джохор                   | штат                   |
| MY-02  | Кедах                    | штат                   |
| MY-03  | Келантан                 | штат                   |
| MY-04  | Малакка                  | штат                   |
| MY-05  | Негери-Сембелан          | штат                   |
| MY-06  | Паханг                   | штат                   |
| MY-07  | Пинанг                   | штат                   |
| MY-08  | Перак                    | штат                   |
| MY-09  | Перлис                   | штат                   |
| MY-10  | Селангор                 | штат                   |
| MY-11  | Тренгану                 | штат                   |
| MY-12  | Сабах                    | штат                   |
| MY-13  | Саравак                  | штат                   |
| MY-14  | Куала-Лумпур             | федеральная территория |
| MY-15  | Лабуан                   | федеральная территория |
| MY-16  | Путраджая                | федеральная территория |

## Геокоды пограничных Малайзии государств
- Таиланд — ISO 3166-2:TH (на севере),
- Сингапур — ISO 3166-2:SG (на юге),
- Индонезия — ISO 3166-2:ID (на юго-западе).